# Aleksandrs Fedotovs
Aleksandrs Fedotovs (ur. 29 marca 1971) – łotewski piłkarz grający na pozycji pomocnika, reprezentant kraju.

## Życiorys
Na początku seniorskiej kariery występował w Zwieździe Moskwa, a po rozpadzie ZSRR występował w klubach łotewskich z Dyneburga, Rygi, Lipawy i Kuldygi. Ogółem wystąpił w 190 meczach Virslīgi. Trzykrotnie wystąpił w reprezentacji, debiutując 26 czerwca 1994 roku w przegranym 1:3 meczu z Gruzją.

## Statystyki ligowe
| Sezon    | Klub              | Liga                  | Mecze | Gole |
| -------- | ----------------- | --------------------- | ----- | ---- |
| 1990     | Zwiezda Moskwa    | Wtoraja Nizszaja Liga | 3     | 0    |
| 1992     | BJSS Dyneburg     | Virslīga              | 20    | 4    |
| 1993     | Auseklis Dyneburg | Virslīga              | 17    | 3    |
| 1994     | DAG Ryga          | Virslīga              | 18    | 8    |
| 1995     | Vilan-D Dyneburg  | Virslīga              | 25    | 3    |
| 1996     | Dinaburg Dyneburg | Virslīga              | 28    | 13   |
| 1997     | Dinaburg Dyneburg | Virslīga              | 24    | 6    |
| 1998     | Dinaburg Dyneburg | Virslīga              | 14    | 3    |
| 1999     | Dinaburg Dyneburg | Virslīga              | 26    | 6    |
| 2000 (w) | Dinaburg Dyneburg | Virslīga              | 8     | 1    |
| 2000 (j) | Metalurgs Lipawa  | Virslīga              | 1     | 0    |
| 2001     | Metalurgs Lipawa  | Virslīga              | 6     | 1    |
| 2005     | Venta Kuldyga     | Virslīga              | 3     | 0    |